# Makhzen
Il makhzen (in arabo المخزن‎?, in berbero ⵍⵎⴻⵅⵣⴰⵏ, Lmexzen) designa l'istituzione governativa del Marocco, nonché della Tunisia prima del 1957, ed era incentrato sul monarca e composto da notabili reali, personale militare di alto rango, proprietari terrieri, capi dei servizi di sicurezza, funzionari pubblici e altri membri ben collegati della casse dirigente. Il termine "Makhzen" è anche comunemente usato in Marocco per indicare lo "Stato" o il "Governo".

## Etimologia
La parola makhzen (in arabo مخزن‎?) significa letteralmente "magazzino" in arabo (da khazana 'accumulare'), dove i funzionari del re ricevevano il loro salario; tuttavia l'uso del termine divenne in arabo marocchino sinonimo di élite. Si tratta probabilmente di una metonimia legata alle tasse che venivano riscosse dal makhzen; il termine può anche riferirsi allo Stato o ai suoi attori, ma questo utilizzo è sempre più raro e utilizzato principalmente dalle generazioni più anziane.
È l'origine della parola spagnola almacén e del portoghese armazém (con aggiunta dell'articolo determinativo arabo), che significa magazzino. È stato anche incorporato nel francese e nell'italiano come magasin (che significa "negozio") e magazzino. Il termine è entrato nella lingua inglese dal francese medio come magazine, originariamente riferito a un magazzino di munizioni e successivamente a delle pubblicazioni. Con il significato di "negozio", è stato adottato anche dal francese al russo come Магазин e al romeno come magazin.
Nella cultura berbera del Marocco, l'equivalente berbero di mekhzen ("magazzino") sarebbe agadir. Le tribù berbere consideravano anche l'agadir (magazzino dei raccolti e degli oggetti di valore della tribù) come un centro di potere che era custodito e gestito attraverso un sistema giuridico.

## Makhzen in Marocco
In Marocco il makhzen è una nozione molto antica e coincide grosso modo con il concetto di stato feudale antecedente al protettorato francese del Marocco. Bilād al-makhzen ("la terra del makhzen") era il termine che designava le aree sotto l'autorità del governo centrale, mentre le aree che continuavano a essere gestite dall'autorità tribale erano conosciute come bilād as-siba ("la terra della dissidenza"). Il generale francese Hubert Lyautey, che prestò servizio in Marocco dal 1912 al 1925 durante l'era del protettorato, fu un fervente sostenitore della colonizzazione indiretta, soprattutto nelle aree di lingua berbera. Lyautey mantenne il ruolo del makhzen e perfino lo rafforzò affidando ruoli importanti a notabili locali come Thami El Glaoui. I notabili locali fungevano da tramite tra la popolazione e le autorità francesi.